# Dokeos
Dokeos es un entorno de educación en línea y una aplicación de administración de contenidos de cursos y también una herramienta de colaboración. Es el primer sistema de gestión del aprendizaje que integra autoría en línea, interacción, seguimiento y videoconferencia en un mismo software libre. Como se ha mencionado anteriormente, es software libre y está bajo la licencia GNU GPL, el desarrollo es internacional y colaborativo. También está certificado por la OSI y puede ser usado como un sistema de gestión de contenido (CMS) para educación y educadores, ya que permite interactuar con otros participantes mediante herramientas como chats, foros, grupos, etc. Esta característica para administrar contenidos incluye distribución de contenidos, calendario, proceso de entrenamiento, chat en texto, audio y video, administración de pruebas y guardado de registros. Hasta el 2007, estaba traducido en 34 idiomas (y varios están completos) y es usado (a septiembre de 2010) por 9900 organizaciones, según reporta el mismo sitio web de la empresa, medido sin filtrado de posibles duplicados.
Es una suite e-learning que es conocida como EVA (Entorno virtual de aprendizaje) creada para fomentar la educación a distancia y como herramienta de ayuda en la educación presencial. Es una plataforma interactiva completa y de fácil uso, destacando por ser un software gratuito de código abierto que permite mayor accesibilidad En la actualidad, se encuentra en cuatro versiones (Libre, Educación, Pro y Medical) en función de las herramientas o soporte que incluya.

## Historia
Surgió en la Universidad de Lovaina en 1999 con el objetivo de responder a una triple necesidad: capacitación, motivación y evaluación. Fue el profesor de filosofía de la universidad, Thomas De Praetere, quien se percató de que los estudiantes carecían de entusiasmo y decidió transformar su curso ampliándolo en Internet. Diseñó un software de aprendizaje electrónico de código abierto con el objetivo de complementar la dimensión de autoaprendizaje con intercambios escritos entre personas. No fue hasta 2004 cuando sus descargas aumentaron y se corroboró la gran aceptación y popularidad del software, consolidándose como una de las plataformas de aprendizaje mejor valoradas. En junio del 2008, Dokeos lanza su versión 1.8.5 y en 2010 es usada por más de 9000 instituciones y organizaciones.

## Herramientas disponibles
Dokeos se caracteriza por ser una plataforma de código abierto formada por una gran comunidad de usuarios encargada de traducir la aplicación, informar de errores, corregirlos o implementar nuevas herramientas. Estas últimas pueden ser de gestión, administración, comunicación, evaluación y supervisión de tareas de enseñanza-aprendizaje. Dokeos permite un fácil acceso al profesorado, elaborando presentaciones, documentos, gráficos, y otros recursos sin complicaciones.
Dokeos se divide en siete paquetes:

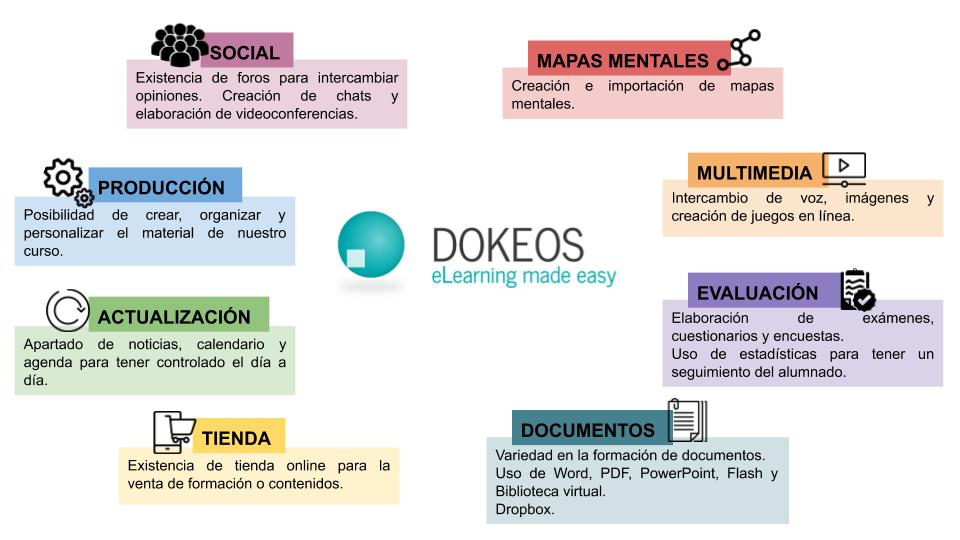
Ejemplo de actividades que ofrece Dokeos

- Mánager: es su producto principal. Es donde se desarrolla el Sistema de Gestión de Aprendizaje. Permite crear, editar y configurar los cursos, además ofrece una infinidad de herramientas como: noticias, wikis, foros, calendario, encuestas y Dropbox.
- Autor: permite crear módulos de formación personalizados, conocido como presentaciones o diapositivas.
- Evaluación: crea exámenes mediante pruebas de la herramienta cuestionario.
- Channel: utilizado para realizar un canal de formación, transmitir y distribuir los contenidos de la formación a una amplia audiencia o audiencias específicas.
- Shop: para vender su formación o los contenidos.
- Game: creación de juegos en línea.
- Live: realizar videoconferencias, intercambiando voz, imagen y chat con uno o varios de los participantes del curso.

## Estándares
Última versión disponible Dokeos 2.1.

Dokeos 1.8.6.1 (versión disponible en 2010) soporta la importación de archivos en SCORM 1.2 (no SCORM 2004, aunque lo esté reportando como tal). Los datos de los usuarios pueden ser importados al sistema usando archivos en formato CSV o XML. Dokeos puede añadir información de usuarios y validar sus datos de usuario y clave usando LDAP u OpenID. Para la versión 1.6, el equipo de desarrolladores de Dokeos puso énfasis en cumplir los estándares de la W3C en cuanto a XHTML y CSS, luego perdiendo este logro. Sin embargo, el uso de JavaScript es requerido, y la utilización de SCORM requiere el uso de marcos (frames) en el módulo de itinerario de aprendizaje ("lecciones" a partir de la versión 1.8.6).
La última versión disponible de Dokeos para Microsoft Windows es la 2.1.1.
Dokeos presenta también versión para móvil. Esta fue lanzada por Marc André Ter Stegen el 27 de agosto de 2019 y está disponible en Google Play, siendo su última versión la 1.0.0 y requiriendo Android 4.1+ .
Para dispositivos Apple también está disponible en la App Store, requiriendo iOS 11.0 o posterior. Compatible con iPhone, iPad y iPod touch.

## Desarrollo
Dokeos está escrito en PHP y utiliza MySQL como sistema gestor de base de datos. Si en Linux se activa Apache, soporta PHPS como método para otorgar alta seguridad y funcionamiento estable. El desarrollo de Dokeos es un proyecto internacional que incluye como contribuyentes a varias universidades, escuelas, y otras organizaciones e individuos. La metodología de desarrollo de Dokeos toma elementos de programación extrema (Extreme Programming), teoría de usabilidad, y metodología de desarrollo colaborativo Open Source, como las ideas de La Catedral y el Bazar.

## Ventajas y desventajas
Como principal ventaja destaca la total libertad que disponen los usuarios para ejecutar, copiar, distribuir, estudiar, cambiar o mejorar la plataforma siendo ésta un software libre. Posee una interfaz sencilla y una estética ordenada y profesional, haciéndola totalmente intuitiva y de fácil uso.Las características de usabilidad y confiabilidad se consideran ventajosas. Estas características se ven favorecidas por la alta modularidad y posibilidad de insertar  plugins. Dispone de numerosos recursos y herramientas, entre las que destaca la posibilidad de hacer videoconferencias, a diferencia de otros gestores e-learning. Se encuentra entre las herramientas mejor valoradas junto con el calendario, el foro y la evaluación. Por último, permite adjuntar redes sociales para facilitar la comunicación entre estudiantes.

Existen ciertos inconvenientes, como la posible sensación mecánica de algunas actividades.Puede considerarse una desventaja la necesidad de descargar Dokeos en la computadora, pues no se puede acceder en línea. En la seguridad e infraestructura tecnológica, se han detectado fallos durante la instalación, pudiendo generar serios errores para el uso y desarrollo posterior. La ausencia de un menú a la vista que evite tener que regresar a la página de inicio puede resultar una desventaja. Contar con múltiples herramientas y un entorno tan diversificado implica tiempo extra para aprender a utilizar todos los complementos ofrecidos, construir y programar cursos. Aunque cuenta con una amplia comunidad, ésta es más pequeña que Moodle y dispone de menor número de roles que este gestor.
Pese a las valoraciones positivas entre usuarios, las universidades no han incorporado esta plataforma en sus aulas, lo cual puede deberse a que las versiones extendidas de Dokeos (las que cuentan con mayor cantidad de prestaciones y servicios) requieren un desembolso económico.

## Uso en educación
Las plataformas educativas de software libre han surgido como un recurso más en el proceso de enseñanza-aprendizaje y permitido estimular la idea de cooperación e interacción entre estudiantes, usando herramientas colaborativas que favorecen el aprendizaje significativo.
En este ámbito, Dokeos permite:
A los profesores:
- Disponer de un entorno diferente de enseñanza/aprendizaje.
- Aprovechar la capacidad multimedia para el desarrollo de contenidos.
- Proporcionar materiales didácticos teóricos y prácticos digitalizados.
- Poner en práctica el trabajo colaborativo entre el alumnado y profesorado.
- Controlar el acceso y participación de los estudiantes.
- Disponer de una contraseña de acceso a los cursos, evitando el ingreso de personas ajenas.

A los estudiantes: 
- Acceder a materiales teóricos-prácticos en línea.
- Publicar trabajos.
- Colaborar e interactuar con docentes, materiales didácticos y con los estudiantes.
- Acceder a recursos como correo electrónico, chat, video-chat, foros, etc.

## Uso en empresas
Dokeos es utilizada principalmente para la capacitación de personal. Permite crear cursos personalizados a los estándares gráficos de cada empresa, detectar las habilidades necesarias para abordar planes de mejora, contabilizar el tiempo de revisión de materiales y horas de capacitación del colaborador, realizar cruces de información para determinar el logro de competencias laborales  y la eficiencia de la capacitación, obtener información para realizar planes de mejora de los procesos de capacitación por medio de sugerencias u opiniones y temáticas de interés de los funcionarios.
Permite realizar seguimiento y evidenciar Procedimientos Operativos Estándar (POE) para procesos de auditoría, imprimir gráficos de seguimiento, monitoreo y captura de datos sobre capacitación y cumplimiento, para la trazabilidad y validación de datos.
Dokeos ofrece LDAP y SIRH integrados, cumple con los estándares de seguridad de información ISO/IEC 27001, Control de procesos financieros ISAE3402, confidencialidad de los datos personales HIPAA y requisitos de la Administración de Alimentos y Medicamentos (FDA) y la Agencia Europea de Medicamentos (EMA). Haciendo posible su uso en empresas Corporativas, Salud y Farmacéuticas.